# نادي بورتو السويس
نادي بورتو السويس الرياضي المعروف أيضًا باسم بورتو السخنة، هو نادي رياضي مصري يقع مقره في العين السخنة في محافظة السويس في جمهورية مصر العربية. يشتهر النادي بشكل أساسي بفريق كرة القدم، والذي يلعب حاليًا في دوري الدرجة الثانية المصرية، ثاني أعلى دوري في نظام الدوري المصري لكرة القدم.

## التاريخ
تأسس نادي بورتو السويس في عام 2009، أستطاع نادي بورتو إخراج لاعبين مميزين أبرزهم حسن حمدي لاعب النادي الأهلي المصري السابق، الذي استطاع أن يكون ثالث هدافي المجموعة الثانية بدوري المصري القسم الثاني رغم هبوط نادي بورتو، تولي أشرف توفيق خريج الجامعة الأمريكية رئاسة النادي حيث أستطاع الصعود بالفريق إلي دوري القسم الثاني من الدوري المصري القسم الثالث، بعد صعود الفريق إلي دوري الدرجة الثانية قرر مدرب الفريق رضا الفداوي الرحيل عن النادي ليتولي تدريب النادي رئيس النادي أشرف توفيق ولكن بعد ذلك هبط مع الفريق إلي دوري القسم الثالث، نجح مع النادي في الصعود إلي دور 32 من كأس مصر، والظهور لأول مرة في البطولة، ولكن بعد ذلك خرج من نادي الاتحاد السكندري، وفي موسم 2019-20 أستطاع النادي معه الصعود إلي دورة الترقي إلي دوري القسم الثاني مع أندية النوبة السويسي ونادي بورفؤاد، بعد ذلك صعد نادي بورتو السويس إلي دوري القسم الثاني في موسم 2020-21.

## اللاعبين

### تشكيلة الفريق
اعتباراً من 1 ديسمبر 2020.
ملاحظة: تشير الأعلام إلى المنتخب الوطني على النحو المحدد في قواعد الأهلية للفيفا. قد يحمل اللاعبون أكثر من جنسية واحدة غير تابعة للفيفا.
| الرقم | البلد | المركز | اللاعب             |
| ----- | ----- | ------ | ------------------ |
|       | مصر   | وسط    | حسين خالد          |
|       | مصر   |        | عبد المعطي         |
|       | مصر   |        | محمد أحمد محمد عيد |

## مشاركات
- الدوري المصري القسم الثاني: 2018–19، 2020–21.[7]
- كأس مصر: 2018–19.[7]

## رؤساء النادي
| الرئيس     | من   | إلي    | المرجع |
| ---------- | ---- | ------ | ------ |
| أشرف توفيق | 2016 | الحالي | [ 2 ]  |

## المدربين
| المدرب         | من | إلي    | المرجع |
| -------------- | -- | ------ | ------ |
| رضا الفداوي    |    |        | [ 2 ]  |
| أشرف توفيق     |    |        | [ 2 ]  |
| ك/ أحمد سليمان |    | الحالي |        |

## انتقالات
اعتباراً من 1 ديسمبر 2020.
| التاريخ       | الاعب              | النوع        | من                    | إلي                 |
| ------------- | ------------------ | ------------ | --------------------- | ------------------- |
| 15 يونيو 2019 | محمود محمد الغزالي | إنتقال حر    | بورتو السويس          | نادي التقدم السعودي |
| 1 يونيو 2019  | محمود محمد الغزالي | إنتهاء إعارة | نادي القناة           | بورتو السويس        |
| 31 يناير 2019 | محمود محمد الغزالي | إعارة        | بورتو السويس          | نادي القناة         |
| 14 مايو 2018  | حسين خالد          | إنتقال       | نادي الاتحاد السكندري | بورتو السويس        |

## قطاع الناشئين
يتكون الجهاز الفنى لقطاع ناشئين لنادي بورتو السويس من كل من هشام فتحي كمشرف عام على الكرة، ومحمود المنشاوي كراعي القطاع، وأحمد حرزه كمدير فنى لفريق 2006، وأحمد ذكي كمدرب عام، وعمرو جزرة كمدرب مساعد، ومحمود عبد الله كمدرب، وعبد الفتاح تاحه كمدرب لحراس المرمى، وأحمد بندق وإسلام أحمد كأخصائين إصابات الملاعب، ومحمد ديدموني كمدير إداري، وحسين النجم ومحمد مبارك كإداريين.